# Jacob Johan Anckarström

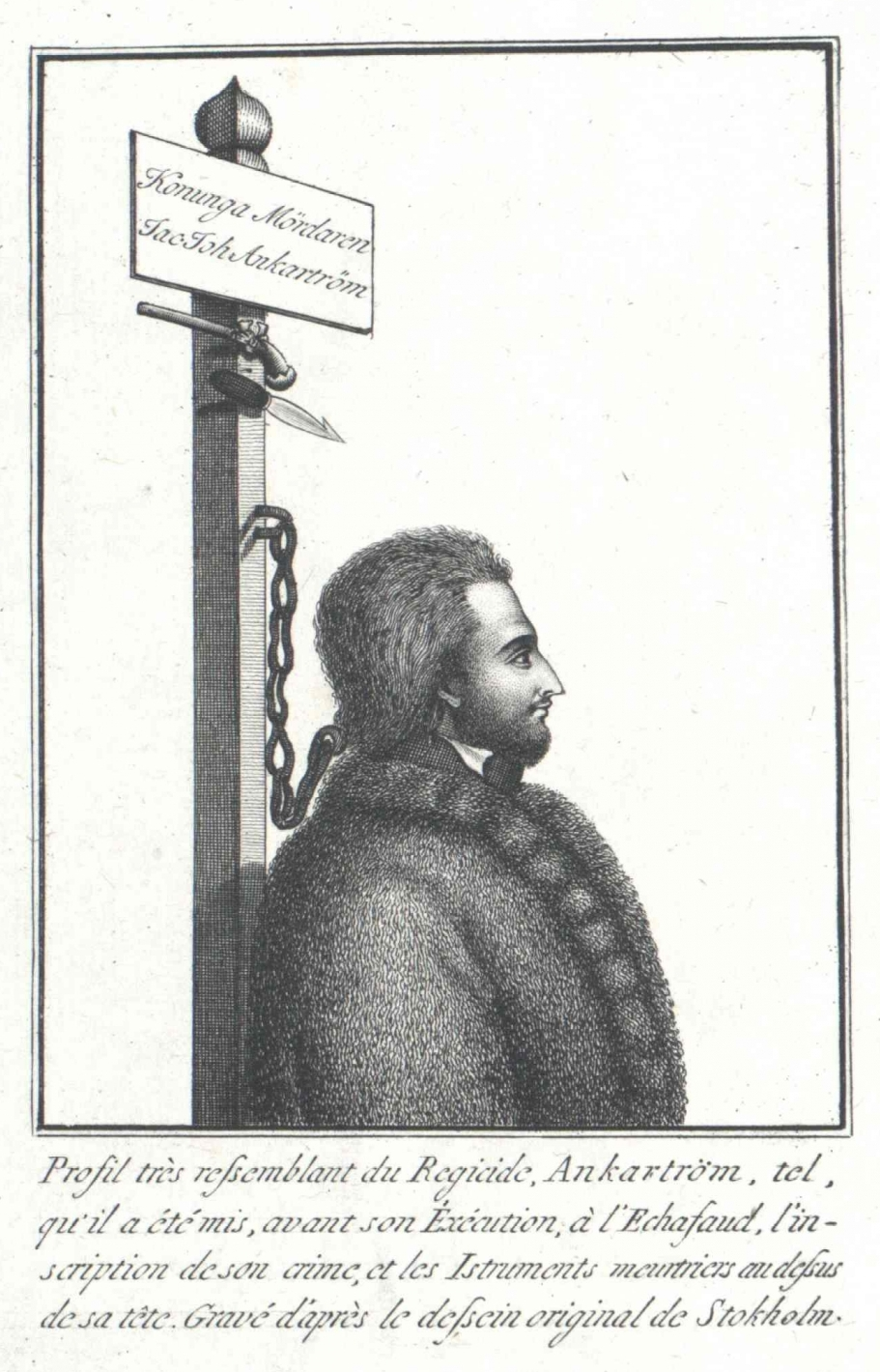
Anckarström am Pranger

Jacob Johan Anckarström (auch: Jacob Johan Ankarström; * 11. Mai 1762 auf Gut Lindö in Roslagen; † 27. April 1792 in Stockholm) war ein schwedischer Attentäter, der König Gustav III. ermordete.

## Leben
Jacob Johan Anckarström war der älteste Sohn eines gleichnamigen Oberstleutnants (1729–1777). Seine Mutter Hedvig Ulrika Drufva, für die die Ehe mit dem älteren Jacob Johan Anckarström bereits die zweite gewesen war, starb 1771. Nach dem Tod des Vaters 1777 konnte Anckarström das Gut nicht halten und ging als Page an den schwedischen Hof. 1778 trat er in die Armee ein und wurde Mitglied der königlichen Leibgarde, nahm aber bereits 1783 als Hauptmann seinen Abschied. In diesem Jahr heiratete er die vermögende Gustaviana Elisabet Löwen (1764–1844). Das Ehepaar bekam sieben Kinder, von denen vier das Erwachsenenalter erreichten. Zunächst lebten sie auf Gut Torsåker von der Landwirtschaft, vor allem aber von den Kreditgeschäften, die seine Frau tätigte. Anckarström galt als streitlustig, geizig und geistig wenig interessiert. Nach einem Prozess gegen einen Nachbarn siedelte die Familie 1790 nach Stockholm über.
Anckarström gehörte zu den zahlreichen Adligen, die sich durch die Erweiterung der Königsmacht, die sich Gustav III. mit der Verfassung von 1772 verschafft hatte, in ihren Rechten beschnitten sahen. Darüber hinaus sympathisierte er mit den revolutionären Kräften in Frankreich. Auch diese Haltung brachte ihn in Gegensatz zum König, der die konstitutionellen Ideen der Französischen Revolution ablehnte und darüber hinaus mit König Ludwig XVI. und Königin Marie-Antoinette befreundet war.
Im Juli 1790 reiste Anckarström mit seiner Frau kurz vor dem Ende des Kriegs gegen Russland nach Gotland, wo kurz zuvor die letzte Seeschlacht des Kriegs stattgefunden hatte. Anckarström kritisierte den gegen den Willen des Adels geführten und dann trotz des Siegs in der letzten Schlacht mit dem  ergebnislosen Frieden von Värälä beendeten Krieg. Zunächst als russischer Spion festgenommen, wurde er deshalb wegen aufrührerischer Reden angeklagt und befand sich eine Zeit lang in strenger Untersuchungshaft. Aus Mangel an Beweisen wurde er aber 1791 wieder freigelassen und – postum – im Mai 1792 gänzlich von den Beschuldigungen freigesprochen. Die als ungerecht empfundene Behandlung steigerte seinen Hass auf den König.
Bereits im Winter 1791/1792, nachdem der König seine Macht erneut erweitert hatte, hatte es eine Verschwörung des Adels gegen das Leben Gustavs III. gegeben, die jedoch aufgedeckt wurde. Gustav ließ Milde walten und alle Todesurteile – bis auf eines – aufheben. Anckarström war Augenzeuge der Hinrichtung des einzigen Verschwörers, der nicht begnadigt worden war. Seit diesem Tag betrachtete er Gustav III. endgültig als blutrünstigen Tyrannen.
1792 erließ Gustav III. zur Bekämpfung der Staatsverschuldung neue Steuergesetze, von denen auch Anckarström sich bedroht sah und die seinen Hass auf den König bestärkten. Die neue Verschwörung hatte die Ermordung Gustavs III. und die Einführung einer neuen Verfassung zum Ziel. Hinter den konstitutionellen Plänen standen die Adligen Jacob und Johan von Engeström, Carl Pontus Lilliehorn, T. J. Bielke und Carl Fredrik Pechlin; für die Mordpläne waren außer Anckarström Adolph Ribbing und Claes Fredrik Horn verantwortlich.
Der Mitverschwörer Carl Pontus Lilliehorn war ein alter Freund Gustavs III. Er schickte dem König eine Warnung und riet ihm vom Besuch des Maskenballs in der Königlichen Oper am 16. März 1792 ab. Gustav III. schlug die Warnung in den Wind und erschien dennoch. Der verkleidete Anckarström schoss ihm mit einer mit Schrot geladenen Pistole in den Rücken. Falsch ist die Überlieferung, dass nicht Anckarström, sondern Graf Ribbing die Pistole auf den König abgefeuert habe. Der König starb am 29. März 1792 an einer Blutvergiftung als Folge der Schusswunde.

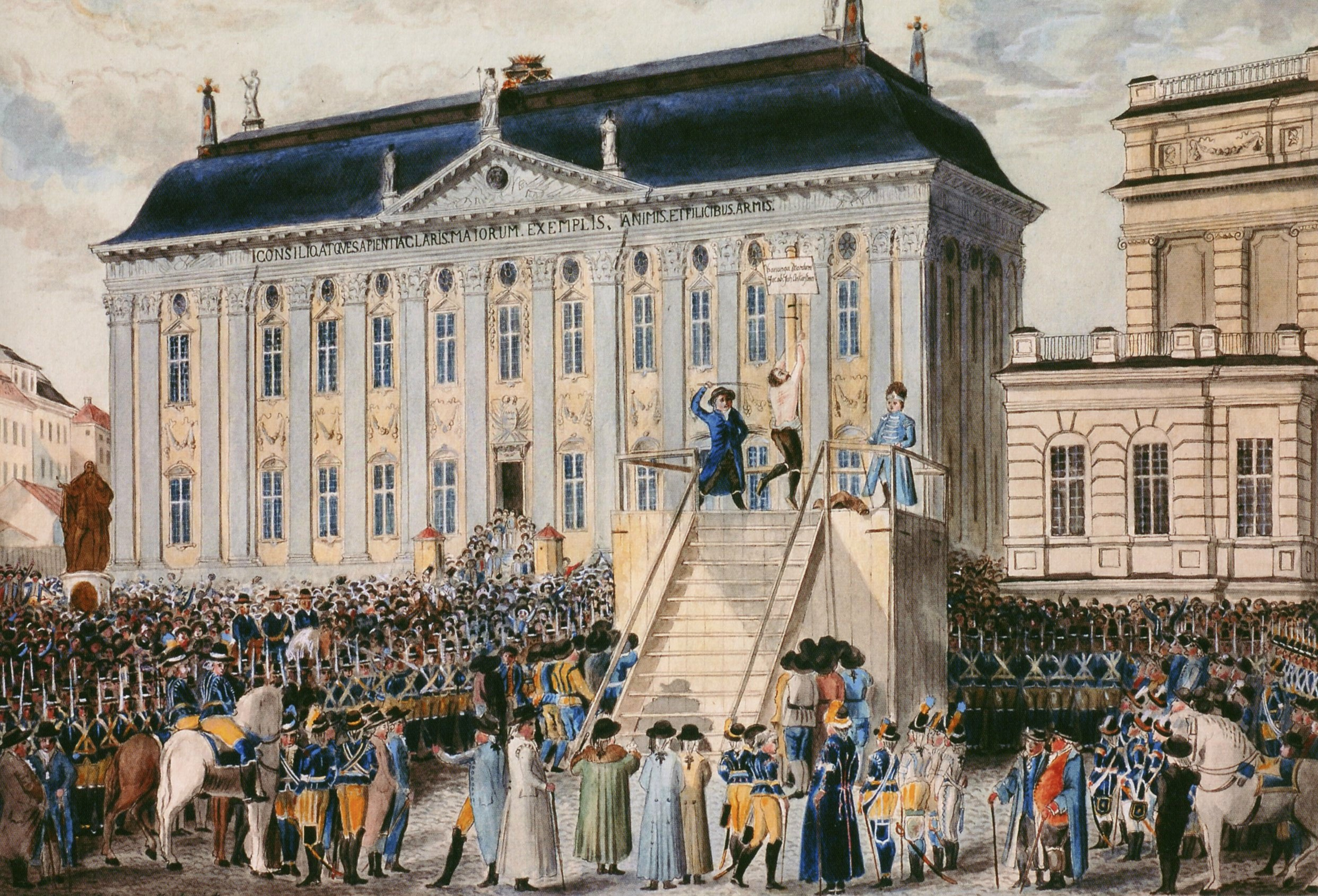
Öffentliche Auspeitschung

Der gefürchtete Stockholmer Polizeichef Nils Henrik Liljensparre kam bald auf Anckarströms Spur. Anckarström wurde am 16. April festgenommen. Er gestand sofort, jedoch weigerte er sich, seine Mitverschwörer zu benennen, auch nachdem er drei Tage hintereinander öffentlich mit Ruten gepeitscht worden war. Seine Besitztümer und seine Titel wurden ihm abgesprochen, der konfiszierte Besitz aber der Witwe und den Kindern zurückgegeben. Anckarström wurde zum Tode verurteilt. Am 27. April 1792 wurde ihm in Stockholm erst die rechte Hand abgeschlagen, dann wurde er geköpft und seine Leiche anschließend gevierteilt. Die übrigen Verschwörer kamen mit Verbannung oder Festungshaft davon. Pechlin starb 1796 auf der Festung Varberg.
Nach Anckarströms Hinrichtung änderten seine Witwe und sein jüngerer Bruder Gustaf Adolf (1764–1813) den Familiennamen in Löwenström. Die Stiftung des Löwenström-Hospitals in Stockholm durch Witwe und Bruder war eine Art Wiedergutmachung, für die das von Anckerströms Mutter ererbte Gut Lindö verkauft wurde. Gustaviana schloss 1797 eine zweite Ehe mit dem Notar der Leibgarde, Bertel Barthold Rundberg (1762–1803), dem sie aus ihrem beträchtlichen Vermögen Geld geliehen hatte. Mit Rundberg, der das Paar 1790 auf die Reise nach Gotland begleitet hatte, hatte sie bereits zu Anckerströms Lebzeiten ein Verhältnis.
Der konservative schwedische Politiker Ulf Adelsohn (* 1941) ist ein Ururururenkel Anckarströms.

## Opern
Anckarström ist das historische Vorbild für den Grafen René (Renato) in Giuseppe Verdis Oper Un ballo in maschera (1859, dt. Ein Maskenball). Auch die Oper Gustave III. ou Le bal masqué (1833, dt. Gustav oder der Maskenball) von Daniel-François-Esprit Auber nimmt sich des Themas an.